# ボーイゾーン
ボーイゾーン (Boyzone) は、テイク・ザットのアイルランド版として結成されたボーカルグループ。母国及び隣国イギリスでは絶大な人気を誇り、UKシングルチャート1位を6回記録し、すべてのオリジナル・アルバムで1位を記録している。2008年までに2000万枚を売り上げた。2000年に活動休止したのち2007年に活動を再開したが、2019年に解散した。

## 来歴
1993年、ジョニー・ローガンのマネージャーとして知られていたルイ・ウォルシュによってメンバーが集められた。「テイク・ザットのアイルランドバージョンをさがせ」というウォルシュの企画によって集まった、約300人の応募から決まった5人は、ローナン・キーティング、マイキー・グラハム、スティーヴン・ゲイトリー、シェーン・リンチそして、キース・ダフィー。結成から1994年の初期まではナイトクラブをまわるなどして知名度を広げていき、とくに若い女性から熱狂的な支持を受けた。やがてポリグラムと契約を交わす。

### 躍進
ボーイゾーンはデトロイト・スピナーズの「Working My Way Back To You」をカバーし、アイルランド・チャート3位をマーク。この曲で彼らはたちまち有名になった。そして、次のシングル「ラヴ・ミー・フォー・ア・リーズン」がヒットし、スマッシュヒット・アワードでベスト・グループ賞に輝いた。1995年にはファースト・アルバム『セッド&ダン』をリリース。UK、アイルランド両チャートで1位を獲得した。

### アルバム『ディファレント・ビート』
2枚目のアルバム『ディファレント・ビート』は1996年にリリースされ、同アルバムに収録されているビー・ジーズのカバー「ワーズ」がUKシングルチャートで初めて全英1位を獲得した。その他にも、「A Different Beat」が全英1位、「Isn't It a Wonder」が全英2位を記録した。このころからメンバーのキーティングはグループのリーダー的存在になりつつあった。

### アルバム『ホェア・ウィ・ビロング』
3枚目のアルバム『ホェア・ウィ・ビロング』ではメンバーが積極的に作詞にも参加し、1998年にリリースされた同アルバムはUKチャート1位を獲得。収録されている曲の中から、「All That I Need」「Baby Can I Hold You」「ノー・マター・ホワット」がシングルとしてリリースされ、3曲ともUKシングルチャート1位を記録した。

### ベスト・アルバム
1999年にベスト・アルバム『バイ・リクエスト～ボーイズ・オン・ベスト・ヒッツ』をリリース。リリース後のツアーも予定されていた。このころ、メンバーのゲイトリーがゲイであることを公にした。また、キーティングも映画『ノッティングヒルの恋人』のメインテーマを依頼され、「When You Say Nothing At All」をソロとしてリリースした。このころにグループは活動休止することを決めていた。
2000年1月にライブを行ったのを最後に活動を休止した。

### 解散の理由
レーベルとの契約更新にメンバーは承諾していたが、キーティングだけが最後までそれにサインせず、またキーティングのソロ・ツアーの楽屋を訪れたダフィーが追い出される事件が起こり、メンバー間に亀裂が生じた。さらに、当時のボーイゾーンのマネージャーで、テレビ番組『Xファクター』の審査員で知られるルイ・ウォルシュがキーティングのマネージャーになってしまったことに加え、ウォルシュの「ボーイゾーンはローナン以外は歌が歌えない。でもウエストライフはボーイゾーンと違ってみんな歌がうまいんだ」という発言が決定的なものになり、ボーイゾーンは7年間の活動に幕を下ろした。

### 活動休止以降
ボーイゾーンは同じくアイルランド出身のウエストライフに大きな影響を与え、彼らの成功への道を開いた。活動休止後、キーティングはソロ活動をスタートさせ、5枚のアルバムをリリースしている。ゲイトリーは1枚のソロ・アルバム発表後に演劇活動をし、グラハムもまた1枚のソロ・アルバムを発表したのち、音楽プロデューサーとして活躍した。ダフィーはイギリスのドラマ『コロネーション・ストリート』に出演。また、アイルランドで映画を製作していた。シェーンはドキュメンタリー番組『Celebrity Love Island』に出演した。

### 活動再開
2005年からボーイゾーンの活動再開が噂され始めた。同年に1990年代に活躍したテイク・ザットが10年ぶりに再結成し、多数のツアーを成功させ10年ぶりのシングル「ペイシェンス」がUKで4週連続1位、アルバム『ビューティフル・ワールド』も1位を獲得し、見事な復活を遂げたのを目の当たりにし、2007年2月にボーイゾーンが活動を再開することが報じられた。3月8日には元マネージャーのルイ・ウォルシュが「これから私にとって最も忙しい人生が始まるだろう。それはウエストライフ、シェイン・ワード、そしてボーイゾーンの活動再開である」と語った。
2007年11月16日、BBC主催のチャリティ番組『Children In Need』で約8年ぶりのグループとしてのパフォーマンスを行い、その際ツアー活動をすることを発表した。
2008年5月25日から同年8月23日までに29回、イギリスとアイルランドでライブを行い、チケットは3時間で20万枚を売り上げた。

### シングル「Love You Anyway」とアルバム『Back Again...』
2008年9月29日にニュー・シングル「Love You Anyway」がリリースされ、UKチャート5位を記録。17曲連続でUKチャートトップ5を記録した。
その後ボーイゾーンは、「Love You Anyway」も収録されたアルバム『Back Again... No Matter What - The Greatest Hits』をリリース。そこに収録された新曲「Better」はシングル化され、イギリスで22位、アイルランドでは26位を記録。同アルバムはイギリスで4位、アイルランドで3位と好成績を記録した。

### ゲイトリーの死と4thアルバムの発表
2009年10月10日、メンバーのゲイトリーがマジョルカ島での休暇中に急死（33歳）。原因は「自然に起きた肺水腫」とされる。
これによりニューアルバムの発売中止が噂されたがキーティングがそれを否定し、2010年にゲイトリーに捧げるために4枚目となるニュー・アルバムを発売することを発表した。
2010年1月17日に新曲「Gave It All Away」をラジオを通じて発表。これはゲイトリーが最後にリード・ボーカルを務めた曲である。同曲は2010年3月1日に発売しUKチャート9位、アイルランド・チャートで1位を獲得した。またニュー・アルバム『Brother』は3月8日に発売され両国アルバム・チャートで1位を獲得。しかし、セカンド・シングルの「Love Is A Hurricane」はUKチャート44位、アイルランド・チャート39位にとどまる。

### アルバム『Brother』
『Brother』はボーイゾーンの4枚目のオリジナル・アルバムである。このアルバムはUKおよびアイルランドで1位を記録。なお、これまでのところこのアルバムを含むオリジナル・アルバム4枚すべてがUKとアイルランドで1位を記録している。
ボーイゾーンのスタイルとして、キーティングとゲイトリーのツイン・ボーカルに、他の3人がコーラスを重ねる、というスタイルをとっていた。そのため、『Brother』以前の曲には、他の3人のソロパートはなかった。
しかしゲイトリーの死を受けて、キーティングは「ボーイゾーンはボーイゾーンで、自分のアルバムじゃない」とインタビューで語り、『Brother』にはグラハムがリード・ボーカルを務める曲を2曲、最初のパートをリンチが務める曲を1曲、そして「Love Is Hurricane」のシングル・ヴァージョンではダフィーにもソロ・パートが与えられている。なお、アルバムではダフィーのパートはキーティングが歌っている。

### アルバム『BZ20』
ボーイゾーンは「Brother Tour」以降解散こそ宣言していなかったものの、キーティングがソロとして活躍する一方、グループとしての活動はしていなかった。
しかし、ボーイゾーンは2013年のヴァレンタインデイ、UKとアイルランドを回るツアーのチケットを発売した。
そして10月、11月の下旬にニューアルバム『BZ20』をリリースすると発表。併せて「BZ20ツアー」のライブCDを年末に「Brother Tour DVD」とセットで発売することも発表した。
数日後、キーティングがジャッジを務める『Xファクター オーストラリア』にて久々の再結成を果たし、新曲「Love Will Save The Day」を披露した。
なお、詳細こそ発表していないものの、ボーイゾーンはオーストラリアで初のツアーを敢行することを発表。また非公式ではあるものの、ローナンは自身のニュー・アルバム『Fires』のツアー「Fires Tour」のニュージーランド公演にて「今年はボーイゾーン20周年だから大きいことをやる。もちろん、ニュー・アルバムを引っさげてニュージーランドにも来る!!」と宣言している。

### アルバム『Dublin to Detroit』
モータウンのカバー・アルバムを緊急リリースしたが、評論家からはカラオケ・アルバムと酷評され10万枚のセールスにとどまり、過去のアルバムの売り上げを大きく下回って過去最低を記録。しかしメンバーはレコーディングを楽しんだようで、失敗も気にしていないと明言している。
このアルバムにともなうツアーは行われなかった。

### 25周年と2度目の解散
リンチはゲイトリーが生前レコーディングした数曲を指して「いくつかの曲では彼は確実に生きている。しかし契約の関係で彼の声を使うことは出来ないんだ。事はそんなに純粋じゃないんだよ」と憤りを示していた。
2017年、次のアルバムがラスト・アルバムになると発表し、翌年に『サンキュー・アンド・グッドナイト』を発表。このアルバムに収録された1stシングル「ドリーム」は元々ゲイトリーのソロシングル「ステイ」のカップリングに収録されていた曲であり、ゲイトリーの声も使用されている。

## メンバー

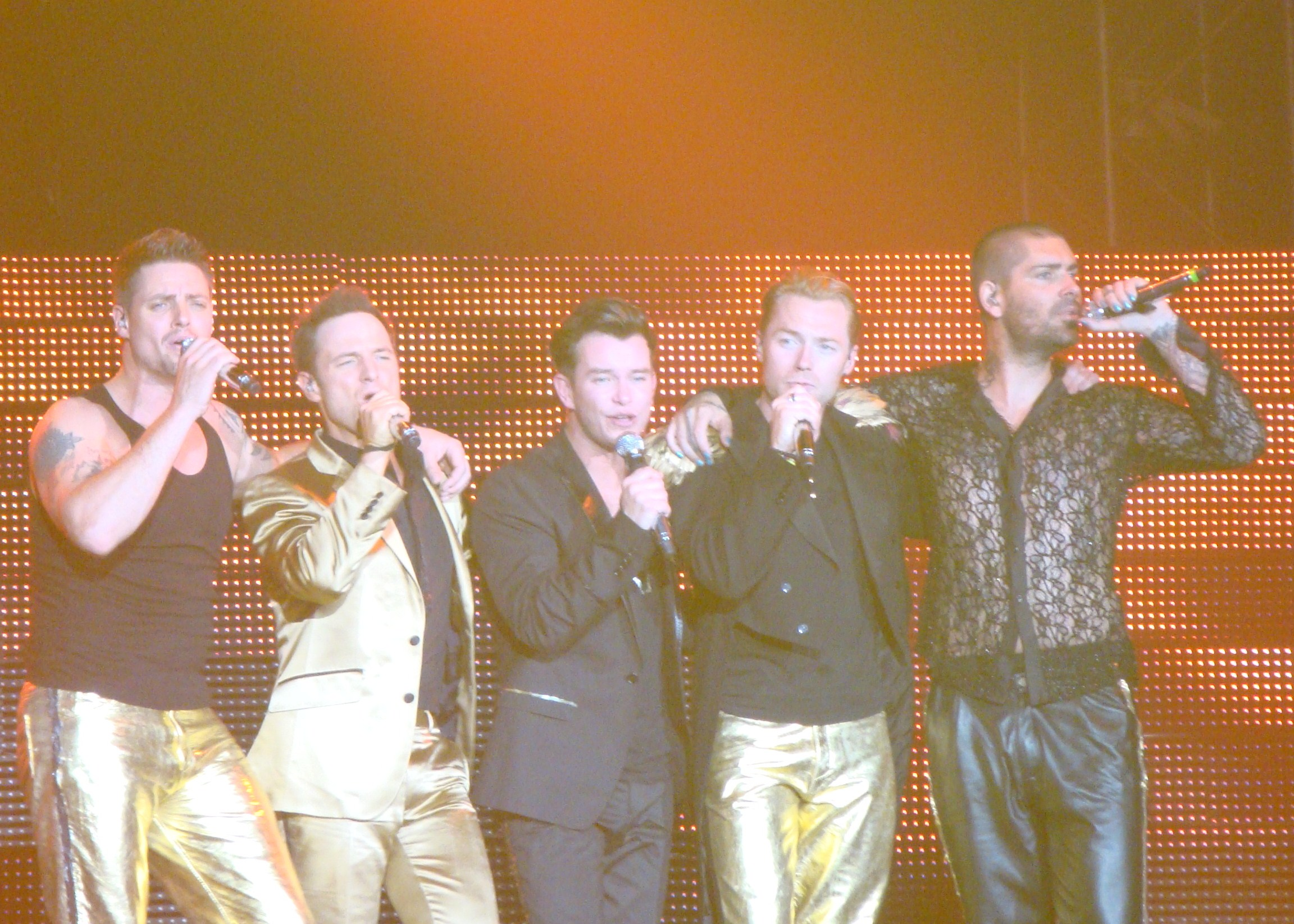
左からキース・ダフィー、マイキー・グラハム、スティーヴン・ゲイトリー、ローナン・キーティング、シェーン・リンチ

マイキー・グラハム
本名：マイケル・クリストファー・チャールズ・グラハム (Michael Christopher Charles Graham)
1972年8月15日生まれ。身長170cm。デビュー前はエンジニアとして働いていた。
2000年にソロ活動を始め、2001年までにシングル3枚、アルバム1枚をリリースしている。しかしいずれも不発に終わり、ソロ歌手としてのキャリアは終焉したと思われる。グループ内では時折キーティングとツイン・ボーカルを取るなど、その歌唱力の高さを示していた。
2004年に長らく交際していたカレン・コッラディと結婚。娘がいる。
2010年にはユーロビジョン・ソング・コンテストのアイルランド予選に「Baby, Nothing's Wrong」というオリジナル曲を引っさげて出場した。当初はアイルランド代表に本命視されていたが2位にとどまり、ユーロビジョンへの出場権を逃した。
シェーン・リンチ
本名：シェーン・イーモン・マーク・スティーブン・リンチ (Shane Eammon Mark Stephen Lynch)
1976年7月3日生まれ。身長189cm。ボーイゾーン活動休止後、バイク・レーサーとして活躍。2006年に1枚シングルをリリースしているが、チャートにランクインすらできず、散々な結果に終わった。なお、ダフィーとラップバンドを組んだこともあったが、それも失敗に終わった。歌唱力がないため、グループでソロパートを取ることはほとんどない。
キース・ダフィー
本名：キース・ピーター・トーマス・ジョン・ダフィー (Keith Peter Thomas John Duffy)
1974年10月1日生まれ。身長185cm。彼の好きな歌手はトニー・ブラクストン。俳優としてではあるが、解散時のボーイゾーンではキーティングの次に名をあげた。
1998年6月にリサ・スミスと結婚。息子と娘がおり、息子も俳優として活動している。グループ時代は頻繁にキーティングと比較され、「自分の声はローナンほど力強くなかった」と認め、バック・ボーカルに徹している。
2020年からは元ウエストライフのブライアン・マックファーデンと「ボーイズライフ」を結成し、アルバムをリリースした。
ローナン・キーティング
本名：ローナン・パトリック・ジョン・キーティング (Ronan Patrick John Keating)
1977年3月3日生まれ。身長173cm。ボーイゾーンのリードボーカルで、エース的存在。グループの活動休止後、すぐにソロ活動を始めた。
スティーヴン・ゲイトリー
本名：スティーヴン・パトリック・デイヴィッド・ゲイトリー (Stephen Patrick David Gately)
1976年3月17日生まれ。身長165cm。1999年にゲイであることを公表。ゲイの"ゲイ"トリーである。グループの活動休止直後にはソロ・アルバムを発表。シングルはUKチャート3位、アルバムはUKチャート9位を記録する。その後、2006年には共通の友人であるエルトン・ジョンの紹介で交際していた実業家アンドリュー・カウルスと、シビル・パートナーシップを結ぶ。ボーイゾーンではツイン・ボーカルで活躍した。甘く高い声が特徴。
2009年10月10日、休暇中で滞在していたマヨルカ島にて急死を遂げる。33歳の若さだった。

## ディスコグラフィ

### アルバム
| 年                                        | タイトル                                | アルバム詳細                                                                                              | チャート最高位 | チャート最高位 | チャート最高位 | チャート最高位 | チャート最高位 | チャート最高位 | チャート最高位 | チャート最高位 | チャート最高位 | チャート最高位 | 認定                                                                                              |
| 年                                        | タイトル                                | アルバム詳細                                                                                              | IRE            | AUS            | AUT            | FRA            | GER            | NLD            | NZ             | SWE            | SWI            | UK             | 認定                                                                                              |
| ----------------------------------------- | --------------------------------------- | --- | -------------- | -------------- | -------------- | -------------- | -------------- | -------------- | -------------- | -------------- | -------------- | -------------- | ------------------------------------------------------------------------------------------------- |
| 1995                                      | セッド&ダン Said and Done               | - 発売日: 1995年8月21日 - レーベル: Polydor - フォーマット: CD, cassette - 全英売上: 90万枚               | 1              | 49             | —              | —              | 68             | 41             | —              | —              | 44             | 1              | - UK: 3× プラチナ                                                                                 |
| 1996                                      | ディファレント・ビート A Different Beat | - 発売日: 1996年10月27日 - レーベル: Polydor - フォーマット: CD, cassette - 全英売上: 90万枚              | 2              | 74             | 40             | 11             | 47             | 78             | —              | 44             | 21             | 1              | - UK: 3× プラチナ                                                                                 |
| 1998                                      | ホェア・ウィ・ビロング Where We Belong  | - 発売日: 1998年5月25日 - レーベル: Polydor - フォーマット: CD, cassette - 全英売上: 150万枚              | 1              | 31             | 40             | 35             | 14             | 1              | 1              | 8              | 8              | 1              | - AUS: ゴールド - AUT: ゴールド - GER: ゴールド - NLD: プラチナ - SWI: ゴールド - UK: 5× プラチナ |
| 2010                                      | Brother                                 | - 発売日: 2010年3月5日 - レーベル: Polydor - フォーマット: CD, digital download - 全英売上: 39.4万枚      | 1              | 34             | —              | —              | 55             | 50             | 7              | —              | 88             | 1              | - IRE: プラチナ - UK: プラチナ                                                                    |
| 2013                                      | BZ20                                    | - 発売日: 2013年11月22日 - レーベル: Rhino - フォーマット: CD, digital download - 全英売上: 19.9万枚      | 7              | 85             | —              | —              | 35             | —              | —              | —              | —              | 6              | - UK: ゴールド                                                                                    |
| 2014                                      | Dublin to Detroit                       | - 発売日: 2014年11月21日 - レーベル: East West - フォーマット: CD, digital download - 全英売上: 8.5万枚   | 12             | 43             | —              | —              | —              | —              | —              | —              | 14             | —              | - UK: シルバー                                                                                    |
| 2018                                      | Thank You & Goodnight                   | - 発売日: 2018年11月16日 - レーベル: Warner Music - フォーマット: CD, digital download - 全英売上: 10万枚 | 10             | —              | —              | —              | —              | —              | —              | —              | —              | 6              | - UK: ゴールド                                                                                    |
| "—"は未発売またはチャート圏外を意味する。 |                                         | |                |                |                |                |                |                |                |                |                |                |                                                                                                   |

### シングル
※以下は全英シングルチャート順位
- 「ラヴ・ミー・フォー・ア・リーズン」 - "Love Me for a Reason" (1994年11月28日) ※#2 UK
- 「キー・トゥ・マイ・ライフ」 - "Key to My Life" (1995年4月15日) ※#3 UK
- "So Good" (1995年7月31日) ※#3 UK
- 「父と子」 - "Father and Son" (1995年11月13日) ※#2 UK
- 「カミング・ホーム・ナウ」 - "Coming Home Now" (1996年2月26日) ※#4 UK
- 「ワーズ」 - "Words" (1996年10月7日) ※#1 UK
- "A Different Beat" (1996年12月2日) ※#1 UK
- "Isn't It a Wonder" (1997年3月10日) ※#2 UK
- 「ピクチャー・オブ・ユー」 - "Picture of You" (1997年7月21日) ※#2 UK
- "Baby Can I Hold You/Shooting Star" (1997年11月24日) ※#2 UK
- "All That I Need" (1998年4月20日) ※#1 UK
- 「ノー・マター・ホワット」 - "No Matter What" (1998年8月3日) ※#1 UK
- "I Love the Way You Love Me" (1998年11月23日) ※#2 UK
- "When the Going Gets Tough" (1999年3月1日) ※#1 UK
- "You Needed Me" (1999年5月10日) ※#1 UK
- "Everyday I Love You" (1999年11月22日) ※#3 UK
- "Love You Anyway" (2008年9月29日) ※#5 UK
- "Better" (2008年12月8日) ※#22 UK